# Wörth an der Donau
Wörth an der Donau là một thị xã ở huyện Regensburg, bang Bayern, Đức. Đô thị này tọa lạc on the left bank of Danube, 22 km về phía đông của Regensburg.